# Horst Voigt (Politiker, 1933)
Horst Voigt (* 5. Mai 1933 in Schöningen) ist ein ehemaliger deutscher Politiker (SPD).

## Leben
Das Niedersächsische Innenministerium und die Bezirksregierung Braunschweig stellten den Beginn seiner Karriere dar. Als für die zu diesem Zeitpunkt etwa 6.000 Einwohner starke Gemeinde Harlingerode ein Gemeindedirektor ausgeschrieben wurde, konnte er sich letztendlich als Bewerber durchsetzen. Dem Bürgermeister und Parteigenossen Wilhelm Baumgarten fiel er durch seinen Ehrgeiz und die Fähigkeit auf, an den richtigen Stellen Fördermittel für die durch die im Zonenrandgebiet gelegene und sich durch Montanabbau im Wandel befindende Industriegemeinde zu beschaffen.
Voigt wurde 1975 ohne Gegenstimme in Abwesenheit der CDU-Fraktion vom Rat der Stadt Bad Harzburg zum Stadtdirektor gewählt. In diesem Amt war er insbesondere für sein Engagement zur Errichtung der Städtepartnerschaften mit Port-Louis (Bretagne) und Szklarska Poręba (Schreiberhau) prägend.
Horst Voigt ist aktuell in Göttingerode wohnhaft.

## Ehrungen
- Verdienstkreuz 1. Klasse des Niedersächsischen Verdienstordens, 1998